# Cremenciug (Căușeni)
Cremenciug è un comune della Moldavia situato nel distretto di Căușeni di 1.094 abitanti al censimento del 2004.
Sebbene si trovi sulla sponda occidentale del Nistro il comune è controllato dalle forze separatiste della repubblica di Transnistria. Sul lato opposto del fiume si trova la città di Slobozia